# Liste der Baudenkmale in Großenwörden
In der Liste der Baudenkmale in Großenwörden  sind alle Baudenkmale der niedersächsischen Gemeinde Großenwörden aufgelistet. Die Quelle der Baudenkmale ist der Denkmalatlas Niedersachsen. Der Stand der Liste ist der 6. Dezember 2021.

## Allgemein
In den Spalten befinden sich folgende Informationen:
- Lage: die Adresse des Baudenkmales und die geographischen Koordinaten. Kartenansicht, um Koordinaten zu setzen. In der Kartenansicht sind Baudenkmale ohne Koordinaten mit einem roten Marker dargestellt und können in der Karte gesetzt werden. Baudenkmale ohne Bild sind mit einem blauen Marker gekennzeichnet, Baudenkmale mit Bild mit einem grünen Marker.
- Bezeichnung: Bezeichnung des Baudenkmales
- Beschreibung: die Beschreibung des Baudenkmales. Unter § 3 Abs. 2 NDSchG werden Einzeldenkmale und unter § 3 Abs. 3 NDSchG Gruppen baulicher Anlagen und deren Bestandteile ausgewiesen.
- ID: die Objekt-ID des Baudenkmales
- Bild: ein Bild des Baudenkmales, ggf. zusätzlich mit einem Link zu weiteren Fotos des Baudenkmals im Medienarchiv Wikimedia Commons. Wenn man auf das Kamerasymbol klickt, können Fotos zu Baudenkmalen aus dieser Liste hochgeladen werden:

## Großenwörden

### Gruppe: Kirche Dorfstraße
Die Gruppe hat die ID 30899042. Der Kirchhof von Großenwörden ist besetzt mit alten Grabsteinen. Er liegt in der Mitte des Ortes, die Kirche steht wiederum mittig darauf. Es handelt sich um einen Bau des 17. Jahrhunderts. Auf dem Kirchhof steht zudem ein Gefallenendenkmal.

| Lage                                   | Bezeichnung       | Beschreibung | ID       | Bild           |
| -------------------------------------- | ----------------- | --- | -------- | -------------- |
| Dorfstraße 53° 40′ 46″ N, 9° 15′ 26″ O | Kirche            | Die evangelische Kirche wurde nach einer Inschrift im Jahre 1636 erbaut. Die Wetterfahne des Turmes trägt das Jahr 1697. Es ist ein Saalbau aus Fachwerk mit einer polygonalen Apsis und einem Westturm aus Holz. Im Inneren befindet sich eine Balkendecke und ein Kanzelaltar. In beiden Ecken des Altarraumes befinden sich Priechen. Das Kruxifix das aus der zweiten Hälfte des 14. Jahrhunderts. | 30912372 | Weitere Bilder |
| Dorfstraße 53° 40′ 46″ N, 9° 15′ 25″ O | Kirchhof          | Auf dem Friedhof befinden sich Grabsteine aus dem 17. Jahrhundert mit Ornamenten. | 30912677 | BW             |
| Dorfstraße 53° 40′ 46″ N, 9° 15′ 25″ O | Gefallenendenkmal | Sandsteinmonument für die Gefallenen des Ersten Weltkriegs 1914–18 und des Zweiten Weltkriegs 1939-1945 von Großenwörden. Zentraler Aufbau mit Abschluss in einem Soldatenhelm; Tafeln mit Eisernen Kreuzen. | 30912395 | BW             |

### Gruppe: Dorfstraße 16
Die Gruppe hat die ID 30899053. Hofanlage „Großwördener Hof“, bestehend aus einem Vierständerbau in Fachwerk als Haupthaus und einer firstparallel dazu ausgerichteten Scheune in Zweiständerbauweise.

| Lage                                      | Bezeichnung               | Beschreibung | ID       | Bild |
| ----------------------------------------- | ------------------------- | --- | -------- | ---- |
| Dorfstraße 16 53° 40′ 44″ N, 9° 15′ 29″ O | Wohn-/ Wirtschaftsgebäude | Giebelständiger Vierständerbau in Fachwerk mit Backsteinausfachung, unter reetgedecktem Satteldach. Errichtet in der zweiten Hälfte des 19. Jahrhunderts.             | 30912433 | BW   |
| Dorfstraße 16 53° 40′ 44″ N, 9° 15′ 27″ O | Scheune                   | Giebelständiger Zweiständerbau in Fachwerk mit Backsteinausfachung, unter reetgedecktem Satteldach. Errichtet im 19. Jahrhundert, Südseite teilweise massiv erneuert. | 30912451 | BW   |

### Gruppe: Dorfstraße 33
Die Gruppe hat die ID 30899063. Hofanlage bestehend aus einem Wohn-/Wirtschaftsgebäude, einer im rechten Winkel hierzu angeordneten Querdurchfahrtsscheune und einem kleinen Stallgebäude. Alle Bauten entstammen dem 19. Jahrhundert.

| Lage                                      | Bezeichnung               | Beschreibung | ID       | Bild |
| ----------------------------------------- | ------------------------- | --- | -------- | ---- |
| Dorfstraße 33 53° 40′ 53″ N, 9° 15′ 18″ O | Wohn-/ Wirtschaftsgebäude | Zweiständerbau in Fachwerk mit Backsteinausfachung unter reetgedecktem Satteldach. Nach Norden in direkter Verbindung mit der Scheune. Im Wohnteil Wandständerbau mit Zwischenwänden. Errichtet in der zweiten Hälfte des 19. Jahrhunderts. Große reich verzierte Seitenveranda aus Holz um 1900 an die Südseite angebaut. | 30912711 | BW   |
| Dorfstraße 33 53° 40′ 53″ N, 9° 15′ 19″ O | Scheune                   | Im rechten Winkel zum Haupthaus stehender Fachwerkbau mit Backsteinausfachung, unter ziegelgedecktem Satteldach. Mit Quereinfahrten. Errichtet in der zweiten Hälfte des 19. Jahrhunderts. | 30912833 | BW   |
| Dorfstraße 33 53° 40′ 53″ N, 9° 15′ 17″ O | Stall                     | Nebengebäude der Hofanlage in Fachwerk mit Backsteinausfachung unter Satteldach. Vermutlich als Stall im 19. Jahrhundert errichtet, in den typischen Formen kleiner Nebengebäude. | 30912772 | BW   |

### Gruppe: Im Schleusenfeld 7
Die Gruppe hat die ID 30899063. Außerhalb der Ortschaft, östlich der Oste liegende Hofanlage mit einem Wohn-/Wirtschaftsgebäude des 19. Jahrhunderts und einer firstparallel hierzu stehenden Viehscheune („Kruppscheune“) von 1707.

| Lage                                           | Bezeichnung               | Beschreibung | ID       | Bild |
| ---------------------------------------------- | ------------------------- | --- | -------- | ---- |
| Im Schleusenfeld 7 53° 41′ 25″ N, 9° 13′ 19″ O | Scheune                   | Giebelständiger Zweiständerbau in Fachwerk mit Backsteinausfachung, unter reetgedecktem Walmdach. Eine Längseinfahrt. Errichtet als „Kruppscheune“ (Viehscheune) 1707 (i): „ANNO 1707 DEN 1 IUNIUS“. | 30912603 | BW   |
| Im Schleusenfeld 7 53° 41′ 24″ N, 9° 13′ 19″ O | Wohn-/ Wirtschaftsgebäude | Giebelständiger Zweiständerbau in Fachwerk mit Backsteinausfachung, unter Halbwalmdach in Reetdeckung. Errichtet in der ersten Hälfte des 19. Jahrhunderts.                                          | 30912583 | BW   |

### Gruppe: Im Strich 7
Die Gruppe hat die ID 30899093. Einzelhof in Streulage mit drei parallel zueinander stehdenen Bauten: Wohn-/Wirtschaftsgebäude von 1783, Scheune von 1816 und dazwischen ein Stallgebäude aus der zweiten Hälfte des 19. Jahrhunderts.

| Lage                                    | Bezeichnung               | Beschreibung | ID       | Bild |
| --------------------------------------- | ------------------------- | --- | -------- | ---- |
| Im Strich 7 53° 40′ 17″ N, 9° 14′ 50″ O | Wohn-/ Wirtschaftsgebäude | Zweiständerhaus in Fachwerk mit Backsteinausfachung. Firstparallel zu den beiden Nebengebäuden. Unter reetgedecktem Halbwalmdach. Errichtet 1783 (i).                                         | 30912751 | BW   |
| Im Strich 7 53° 40′ 18″ N, 9° 14′ 49″ O | Stall                     | Firstparallel zu den beiden Haupthäusern stehendes Stallgebäude aus Fachwerk mit Backsteinausfachung, unter ziegelgedecktem Satteldach. Errichtet in der zweiten Hälfte des 19. Jahrhunderts. | 30912812 | BW   |
| Im Strich 7 53° 40′ 18″ N, 9° 14′ 48″ O | Scheune                   | Firstparallel zum Haupthaus stehender Zweiständerbau aus Fachwerk mit Backsteinausfachung, unter reetgedecktem Halbwalmdach. Errichtet als Viehscheune 1816 (i).                              | 30912873 | BW   |

### Gruppe: In der Hörne 2
Die Gruppe hat die ID 30899073. Hofanlage aus einem Wohn-/Wirtschaftsgebäude, einer ehemaligen Kornscheune und einem Backhaus. Der Baubestand entstammt dem 19. Jahrhundert.

| Lage                                       | Bezeichnung               | Beschreibung | ID       | Bild |
| ------------------------------------------ | ------------------------- | --- | -------- | ---- |
| In der Hörne 2 53° 40′ 54″ N, 9° 12′ 48″ O | Wohn-/ Wirtschaftsgebäude | Hallenhaus aus Fachwerk mit Backsteinausfachung, unter reetgedecktem Satteldach. Errichtet 1857 (i). An der Südseite reich verzierte Holzveranda. Wohnteil in Backstein umgebaut und verlängert. | 30912730 | BW   |
| In der Hörne 2 53° 40′ 53″ N, 9° 12′ 50″ O | Backhaus                  | Eingeschossiger Backsteinbau, unter ziegelgedecktem Satteldach. Erbaut als Backhaus um 1900. | 30912852 | BW   |
| In der Hörne 2 53° 40′ 54″ N, 9° 12′ 49″ O | Scheune                   | Verbretterte Quereinfahrtsscheune unter reetgedecktem Walmdach, dabei typische Abschleppung der Stirnseiten (Hemp). Errichtet als Kornscheune in der zweiten Hälfte des 19. Jahrhunderts.        | 30912791 | BW   |

### Einzelbaudenkmale
| Lage                                       | Bezeichnung               | Beschreibung | ID       | Bild |
| ------------------------------------------ | ------------------------- | --- | -------- | ---- |
| Dorfstraße 21 53° 40′ 47″ N, 9° 15′ 23″ O  | Gasthof                   | Traufständiger zweigeschossiger Fachwerkbau mit Backsteinausfachung, unter Satteldach in Schieferdeckung. Straßenseitig Anbau einer Fachwerkveranda. Errichtet um 1870 als Gasthaus von Großenwörden.                                        | 30912469 | BW   |
| Dorfstraße 22 53° 40′ 49″ N, 9° 15′ 24″ O  | Pfarrhaus                 | Zur Straße traufständiger Vierständerbau aus Fachwerk mit Backsteinausfachung, unter pfannengedecktem Krüppelwalmdach. Errichtet als Pfarrhaus des Pfarrgehöfts von Großenwörden 1846 (i).                                                   | 30912488 | BW   |
| Dorfstraße 24 53° 40′ 48″ N, 9° 15′ 22″ O  | Wohn-/ Wirtschaftsgebäude | Giebelständiges Zweiständerhaus in Fachwerk mit Backsteinausfachung, unter ziegelgedecktem Satteldach, am Wirtschaftsgiebel mit Halbwalm. Im Wohnteil Wandständerbau mit Zwischenwänden, zum Teil alte Fenster erhalten. Errichtet 1818 (i). | 30912507 | BW   |
| Im Strich Nr. 23 53° 41′ 1″ N, 9° 14′ 9″ O | Wohn-/ Wirtschaftsgebäude | Großes Hallenhaus in Fachwerk mit Backsteinausfachungen, unter Satteldach. Wohngiebel in Backstein mit vierzoniger Pilastergliederung und Schmuckgesimsen. Erbaut 1850 (i).                                                                  | 30912660 | BW   |
| In der Hörne 1 53° 40′ 58″ N, 9° 12′ 53″ O | Wohn-/ Wirtschaftsgebäude | Kleine Fachwerkkate mit Backsteinausfachungen, unter reetgedecktem Satteldach, am Wohngiebel mit Walm. Errichtet als Alternteiler 1778 (i); die schrägstehenden Ständer des Giebels deuten auf noch älteren Bauzusammenhang hin.             | 30912544 | BW   |
| Seestraße 18 53° 41′ 25″ N, 9° 17′ 48″ O   | Wohn-/ Wirtschaftsgebäude | Zweiständerbau aus Fachwerk mit Backsteinausfachung, unter reetgedecktem Satteldach. Errichtet um 1850. Wohngiebel massiv erneuert. | 30912544 | BW   |